# Monja orante
La Monja orante (en sueco: Knäböjande nunna, literalmente "Monja arrodillada") es un óleo de 1731 del pintor sueco Martin van Meytens, actualmente en el Museo Nacional de Estocolmo.  Se trata de un pequeño cuadro doble pintado por ambas caras sobre cobre  que por un lado representa a una monja rezando, pero que por el otro presenta una imagen sacrílega y erótica.  

## Descripción
El cuadro representa a una joven monja, aparentemente inocente, que reza arrodillada sobre un reclinatorio. Sobre este hay un tela roja y un libro de oraciones abierto. Como en un momento de distracción, la monja se gira hacia su izquierda y sonríe: a su espalda detrás de las rejas de una ventana interior, en efecto, hay una monja mayor observándola con interés. 
Para comprender realmente el significado de la pieza es necesario darle la vuelta y ver la segunda pintura en la parte posterior. El reverso muestra a la misma monja de espaldas, descubriendo que tiene el hábito levantado hasta la cintura, dejando al descubierto sus nalgas y muslos al espectador, que en este caso ve lo mismo que la anciana presente en el anverso: la devoción que evoca la primera imagen resulta ser una ilusión, y la aparente religiosidad es eclipsada por la sensualidad concreta que realza la carnalidad de esta joven. 
La obra fue creada por Meytens poco antes de su traslado a la corte vienesa de María Teresa de Austria. En la corte de la emperatriz nunca creó obras controvertidas como ésta (ya que a María Teresa no le gustaban los desnudos mitológicos presentes en sus palacios y los cubría cuando podía), sino retratos o escenas de la vida cortesana.   Por tanto, este cuadro constituye una especie de unicum en la carrera del pintor, que tal vez, siendo un protestante convencido, simplemente pretendía burlarse del catolicismo. 

Anverso.

Reverso.

Teniendo en cuenta las costumbres de la época, este cuadro escenifica una triple transgresión, siendo un escenario de seducción entre dos mujeres (safismo), entre religiosas y entre una joven y una anciana, que en la segunda imagen coincide con el espectador.  El cuadro es también un testimonio en el contexto nórdico de las denominadas "pinturas cubiertas" difundidas en el mundo galante del siglo XVIII, especialmente en Francia: se trataba de lienzos que mostraban una imagen normal e inocente en un lado, que en realidad cubría un reverso picante o erótico en el otro, como ocurre con algunas pinturas de François Boucher. La maja vestida y La maja desnuda de Francisco de Goya son una evolución de este tipo de pinturas, siendo dos lienzos separados, uno tapando el otro. 